# Sutta Piṭaka
Il Sutta Piṭaka (pāli; sanscrito: सूत्र पिटक Sūtra Piṭaka) è la seconda grande categoria di testi canonici buddisti contenuti nel Canone pāli. Secondo la tradizione del buddismo Theravāda costituisce la collezione degli insegnamenti elargiti dal Buddha Sakyamuni e dai suoi più eminenti discepoli alla comunità dei monaci buddisti o ai laici che gli rivolsero inviti ad insegnare o quesiti da rispondere.
Il Sutta Piṭaka è il secondo dei tradizionali "tre canestri" che costituiscono il corpus dottrinale della scuola buddista theravāda in lingua pāli, essendo il primo il Vinaya Piṭaka, il "canestro della disciplina (monastica)", e il terzo lo Abhidhamma Piṭaka, il "canestro della dottrina ulteriore".
La prima versione del Sutta Piṭaka fu stabilita, secondo tutti i canoni antichi noti, nel corso del primo concilio buddista di Rājagaha, tenuto pochi mesi dopo la scomparsa del Buddha, e fu tramandato oralmente per oltre tre secoli prima di essere fissato in forma scritta nell'isola di Sri Lanka.
Il Sutta Piṭaka è oggi così strutturato:
1. Dīgha Nikāya, la "raccolta dei testi lunghi" (34 testi);
2. Majjhima Nikāya, la "raccolta dei testi di lunghezza media" (152 testi);
3. Saṃyutta Nikāya, la "raccolta a gruppi" (2.875 testi);
4. Aṅguttara Nikāya, la "raccolta dei testi enumerati" (2.198 testi);
5. Khuddaka Nikāya, la "raccolta dei testi brevi" (15 o 18 raccolte di testi), suddivisa in:
  1. Khuddakapāṭha, i "brani brevi";
  2. Dhammapada, i "versi della dottrina";
  3. Udāna, i "versi di esaltazione";
  4. Itivuttaka, "così è stato detto";
  5. Sutta Nipāta, la collezione dei sutta";
  6. Vimanavatthu, le "storie delle dimore divine";
  7. Petavatthu, i "racconti degli spiriti";
  8. Theragātha, i "canti degli anziani";
  9. Therigātha, i "canti delle anziane";
  10. Jātaka, le "rinascite";
  11. Niddesa, l'"esposizione";
  12. Patisambhidamagga, il "sentiero della discriminazione";
  13. Apadana, le "storie";
  14. Buddhavamsa, le "storie dei Buddha";
  15. Cariyāpiṭaka, il "canestro della condotta";
  16. Nettippakarana (solo nell'edizione birmana del Tipiṭaka);
  17. Petakopadesa (idem);
  18. Milindapañha, "le domande di Milinda" (idem).